# Clairy-Saulchoix
Clairy-Saulchoix – miejscowość i gmina we Francji, w regionie Hauts-de-France, w departamencie Somma.
Według danych na rok 1990 gminę zamieszkiwało 361 osób, a gęstość zaludnienia wynosiła 55 osób/km² (wśród 2293 gmin Pikardii Clairy-Saulchoix plasuje się na 641. miejscu pod względem liczby ludności, natomiast pod względem powierzchni na miejscu 728.).